# Theronia zebra
Theronia zebra är en stekelart som först beskrevs av Vollenhoven 1879.  Theronia zebra ingår i släktet Theronia och familjen brokparasitsteklar.

## Underarter
Arten delas in i följande underarter:
- T. z. diluta
- T. z. iridipennis